# آلبیون پارک ریل، نیو ساوت ولز
آلبیون پارک ریل (به انگلیسی: Albion Park Rail) یک حومه شهر در استرالیا است که در نیو ساوت ولز واقع شده‌است.